# Scaphander watsoni
Scaphander watsoni är en snäckart som beskrevs av Dall 1881. Scaphander watsoni ingår i släktet Scaphander och familjen Cylichnidae. Inga underarter finns listade i Catalogue of Life.